# Туристичка организација Шид
| Туристичка организација Шид |                             |
|                             |                             |
| Оснивач:                    | Општина Шид                 |
| Основана:                   | 2008.                       |
| Седиште:                    | Цара Лазара 7, · Шид Србија |
| Веб презентација            | http://www.tourismsid.rs/   |
| Контакт:                    | 022/710-610 и 022/710 088   |

Туристичка организација Шид (ТОШ) једна је од јавних установа града Шида, основана 2008. године, одлуком Скупштине општине Шид, када су почели и први организовани облици туризма у општини Шид, са намером да општина Шид постане видљива на туристичкој карти Србије.

## Историјат
Неких претходних облика постојања није било. Од 2008. године па све до данас Туристичка организација Шид извршава своју мисију, да на најбољи могући начин, а у складу са могућностима, промовише све природне и културно-историјске знаменитости на територији општине Шид.
У оквиру Туристичке организације Шид ради Туристички инфо центар, смештен у центру града Шида и представља идеалну полазну тачку за обилазак општине Шид. Овде се могу добити све информације које су потребне једном туристи, као и штампани рекламни материјал. У склопу објекта се налази и сувенирница. Туристички инфо центар је отворен за све посетиоце радним даном, а такође се отвара и викендом за све претходно најављене посете.
Туристичка организација Шид има своју водичку службу на Спомен обележју „Сремски фронт”( знаменитом меморијалном комплексу подигнутом у част палим борцима у завршним борбама током Другог светског рата) који је отворен за све посетиоце сваким даном. Све посете могу, али није неопходно, да се најаве директно водичкој служби Спомен обележја или преко Туристичке организације Шид.

## Делатности Туристичке организације Шид
- Унапређење пословања и допринос што успешнијем пословању у области Економије
- Координирање активности и сарадње између привредних и других субјеката у туризму
- Доношење годишњег програма и плана промотивних актвиности
- Обезбеђивање информативно-пропагандног материјала, којим се промовишу туристичке вредности
- Прикупљање и објављивање информација о целокупној туристичкој понуди на својој територији
- Организовање и учесће у организацији научних, стручних, спортских, културних и других скупова и манифестација
- Организација и рад туристичко-информативног центра (прихват туриста, пружање бесплатних информација туристима, продаја сувенира, бесплатан пропагандни материјал и др.)
- Посредовање у пружању услуга у домаћој радиности
- Подстицање реализације програма изградње туристичке инфраструктуре и уређење простора

## Главна понуда
Део главне понуде Туристичке организације Шид је:
- Галерија слика „Сава Шумановић“,
- Спомен кућа Саве Шумановића,
- Музеј наивне уметности „Илијанум”,
- Спомен обележје „Сремски фронт”,
- Црквена ризница у Шиду,
- Храм Преноса моштију Светог оца Николаја,
- Манастир Света Петка,
- Манастир Привина Глава,
- Манастир Ђипша,
- Црква Светог Архангела Гаврила у Моловину,
- Спомен кућа и гроб Филипа Вишњића,
- Руски двор,
- Археолошки локалитет „Градина на Босуту”,
- Тврђава у Моровићу,
- Црква Свете Марије у Моровићу,
- Језеро Брује са извором „Бања”,
- Језеро Мохарач,
- Језеро Сот (Сотско језеро),
- Излетиште Липовача,
- Војна установа Моровић

## Манифестације на територији општине Шид
- Шидски новогодишњи маратон, Шид - 14. јануар
- Сремски  кобасицијада, Шид - Први викенд фебруара
- Сремска винијада, Беркасово - 14. фебруар
- Обележавање пробоја Сремског фронта, Адашевци - 12. април
- Европски куп за особе за инвалидитетом, Шид - април
- Мото сусрет, Излетиште Липовача - половина маја
- Сремска куленијада, Ердевик - јун[4]
- Бициклистичка трка „Улицама Све Шумановића”, Шид - јун
- Олимпијада у заборављеним дечијим играма, Липовача, Шид - јун
- МТБ Шидски маратон, Шид - јул
- Меморијална кајакашка регата „Станиша Радмановић”, Вишњићево - јул
- Сремска фијакеријада, Шид - август
- Шидско културно лето, Шид - август
- Сремски ручак чобански, ранч Чесмин До, Бачинци, крај августа
- Срем Клоб - Коб Фест, Шид - Последњи викенд Октобра